# Österreichisches Adressregister
Das Adressregister gibt österreichweit alle von den Gemeinden offiziell vergebenen Adressen wieder. Damit ist es die Referenz der Adressen Österreichs bezüglich Adressierbarkeit, Schreibweise, Ordnungsnummernvergabe und räumlicher Zuordnung. Dieser zentrale Adressdatenbestand ist Teil des Grenzkatasters (§ 9a VermG) und wird von den Gemeinden und Städten mit den im Vermessungsgesetz angeführten Merkmalen über eine zentrale Meldeschiene geführt und aktualisiert. Das Bundesamt für Eich- und Vermessungswesen gibt die Adressen in verschiedenen Ausprägungen ab.

## Aufbau
Jede Adresse hat zusätzlich zu vielen weiteren Informationen einen eindeutigen Schlüssel (Adresscode) und eine exakte räumliche koordinative Zuordnung (Geocodierung).
Der Adresscode ist ein nicht sprechender 7-stelliger eindeutiger Schlüssel aller Adressen. Aus der Zahlenfolge kann kein Rückschluss auf eine Systematik der Vergabe gezogen werden. Befinden sich Gebäude auf einer Adresse, wird für jedes ein 3-stelliger Subcode vergeben. Adresscode und Subcode ergeben zusammen die Adressnummer.
Die Georeferenzierung der Adressen erfolgt auf Grundlage der digitalen Katastralmappe (DKM). Der Datenbestand der geocodierten Adresse ist für Österreich flächendeckend verfügbar.

## Datenerfassung und -verarbeitung
Die Adresse wird seit Anlegung von Grundbuch und Kataster als Zusatzinformation (Ersichtlichmachung) und Suchkriterium zum Grundstück geführt. Die Bundesanstalt Statistik Österreich (STAT) hat seit Einführung des Gebäuderegisters Adressen als räumlichen Gebäudebezug geführt. Im Rahmen der Großzählung 2001 wurden die Bestände des Katasters und des Gebäuderegisters abgeglichen (Straßen- und Adressabgleich), mit den Gemeinden evaluiert und zentral zusammengeführt. Dies war der Basisbestand für Adressen auf Adress- und Gebäudeebene, der mit der digitalen Katastralmappe geocodiert und einem einheitlichen Schlüssel, dem Adresscode bzw. der Adressnummer, versehen wurde.

### Erstbefüllung

#### Koordinatenbestimmung mittels DKM
- War auf einer Adresse in der DKM ein Gebäude abgebildet, so wurde der Bauflächeneinsetzpunkt als Referenzpunkt der Adresse und des/der Gebäude(s) übernommen
- Waren auf einer Adresse in der DKM mehrere Gebäude abgebildet, so wurde ein beliebiger Bauflächeneinsetzpunkt (= Referenzpunkt des Gebäudes) als Referenzpunkt der Adresse übernommen
- War auf einer Adresse in der DKM kein Gebäude abgebildet, so wurde der Einsetzpunkt der Grundstücksnummer als Referenzpunkt der Adresse und des/der Gebäude(s) übernommen

#### Koordinatenbestimmung mittels Ersatzverfahrens
Manche Gemeinden Österreichs führten ein kombiniertes Ersatzverfahren (Katastralmappe mit Naturerhebungen) zur Bestimmung der Referenzpunkte von Adressen und Gebäuden durch.

### Laufende Führung
Die Referenzpunkte der Adressen und Gebäude werden von den Gemeinden im Zuge der Anlegung bzw. Führung der Adresse manuell mit Hilfe der DKM gesetzt. Die Art der Erfassung ist im Adressregister ersichtlich.

## Fortführung
Die laufende authentische Führung erfolgt mittels Adress-GWR-online (gemeinsame Meldeschiene für das Adressregister und das Gebäude- und Wohnungsregister) durch die österreichischen Städte und Gemeinden, welche, als für den Inhalt zuständige Stelle, Adressen vergeben oder löschen und sie einem oder mehreren Grundstücken zuordnen. Die Postleitzahlen-Gebiete werden quartalsweise in den Datenbestand des Adressregisters übernommen.

## Eignung/Nutzung
Die Adressdaten können für herkömmliche Adressierungen, aber auch für alle Anwendungen eingesetzt werden, bei denen Sachdaten mit offiziellen Adressen kombiniert werden sollen oder räumliche Beziehungen hergestellt werden müssen, wie beispielsweise:
- Marktforschung
- Geomarketing
- Zielgruppenanalyse
- Optimierung der Vertriebssteuerung
- Standortplanung
- Routenplanung
- Planung von Promotions- und Werbekampagnen
- Koordination von Flottendiensten und Wegstrecken
- Adressvalidierung